# وب اند نپ
وب اند نپ (انگلیسی: Webb and Knapp) شرکت املاک آمریکایی است، که در سال ۱۹۲۲ تأسیس شد.